# Alavere
Alavere (en alemán: Allafer) es una villa en Anija, Condado de Harju en el norte de Estonia. Tiene una población de 382 habitantes (al 1 de enero de 2010).
La música Sandra Nurmsalu que representó a Estonia en el Festival de la Canción de Eurovisión 2009 creció y vive actualmente en Alavere.
Se ubica en el cruce de las carreteras 12 y 125.